# (2877) Likhachev
(2877) Likhachev (1969 TR2) – planetoida z pasa głównego asteroid okrążająca Słońce w ciągu 5,5 lat w średniej odległości 3,11 j.a. Odkryta 8 października 1969 roku.